# Neuberg (Adelsgeschlecht)

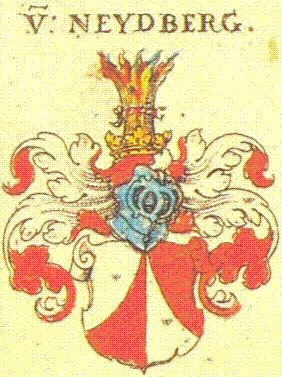
Familienwappen aus Siebmachers Wappenbuch

Die Familie von Neuberg war ein vogtländisches, meißnisches bzw. böhmisches Adelsgeschlecht.

## Ursprung und Verbreitung

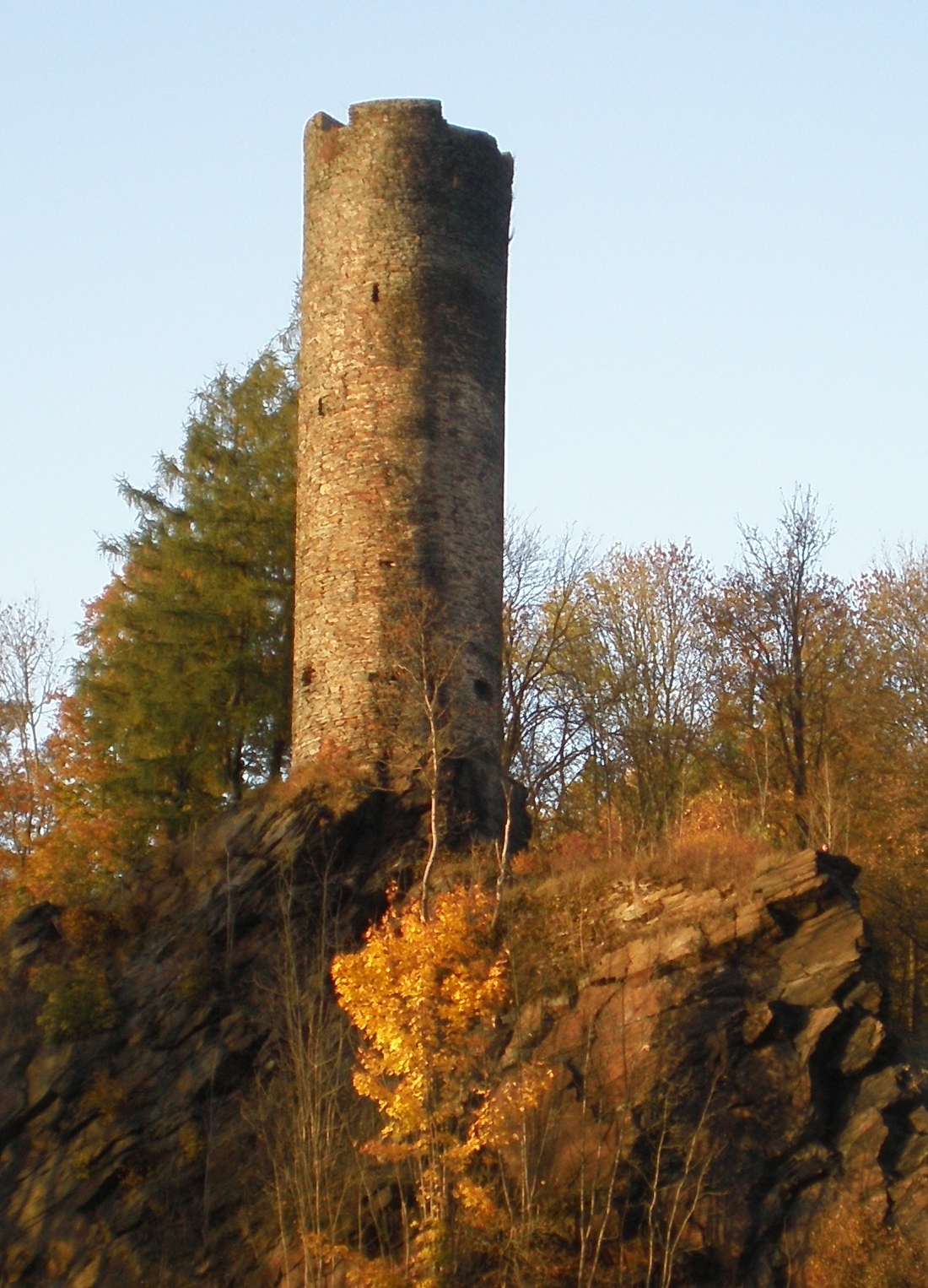
Rundturm der Burgruine Neuberg

Namensgebender Stammsitz war Neuberg, heute Podhradí u Aše. Namensvarianten sind N(e)itberg, Ney(d)berg(k), Nyperch oder Neipperg. Das Familienwappen ist mit dem der ursprünglich benachbarten Adelsgeschlechter von Haslau und Raitenbach identisch, was auf eine Stammesverwandtschaft schließen lässt. Die Neuberger, die sich in Schönberg am Kapellenberg niederließen, nannten sich nach diesem Ort von Schönberg. Sie kamen als Reichsministeriale in das Gebiet und errichteten eine Burganlage mit Rundturm, die heute Ruine ist. Ihnen gehörten Streubesitz im Vogtland bzw. Egerland, außerdem die Märkte Selb und Asch, heute Aš (siehe auch Ascher Ländchen). Sie saßen auch auf dem Rittergut von Elster, dazu gehörig die Ringwallanlage Elster. Eine weitere Linie war in Brambach begütert. In der Spätzeit des Geschlechtes traten sie in mehreren Fehden in Erscheinung. Die Neuberger Fehde richtete sich ab 1361 gegen die verwandten Sparnecker. 1380 befand sich Hans von Neuberg unter den Anhängern der Vögte und dem meißnischen Markgrafen in der Guttenberger Fehde, wenig später auch in der Adelsfehde gegen die Reichsstadt Eger, heute Cheb. Im Buch der Gebrechen tritt besonders Friedrich von Neuberg hervor, dessen Aussagen unter Folter protokolliert wurden und wichtige Zusammenhänge offenbarten. Das Stammland der Neuberger ging 1390 an die Familie von Zedtwitz über.

## Neuberger Fehde
Die Neuberger Fehde war eine Fehde des Konrad von Neuberg, anderer Familienmitglieder und ihrem Gefolge gegen die Brüder Erhard, Friedrich und Babo von Sparneck und deren Gefolgsleute. Die Brüder waren Söhne des Rüdiger von Sparneck. Die Fehde brach aus, obwohl beide Familien durch Heirat verbunden waren. Die Sparnecker hatten 1361 die Burg Sparneck mit umfangreichen Besitzungen an Konrad von Neuberg verpfändet. Der vierte Bruder Hans, der die Linie der Sparnecker zu Burg Stein dank der Erwerbung seines Vaters begründete, löste mit der Verpfändung auch innerfamiliäre Spannungen aus. Der Konflikt mit den Neubergern brach wegen der Gerichtsbarkeit in Münchberg aus. Die Fehde forderte Verwundete und Gefangene auf beiden Seiten. Ein Gefolgsmann Konrads wurde erschlagen. Ein Schiedsgericht 1368 gab den Ansprüchen Konrads von Neuberg auf die Gerichtsbarkeit statt, sofern nicht Hans von Sparneck noch Rechte besaß, die er dem Egerer Rat darlegen sollte. Die Gefangenen auf beiden Seiten wurden freigelassen und Erhard von Sparneck entschädigte die Witwe des Verstorbenen. Konrad verkaufte jedoch kurze Zeit später seinen Besitz, der nicht ausgelöst worden war, an den Kaiser und dieser tauschte ihn 1370 mit den Sparnecker Brüdern gegen deren Hälfte am Schönbacher Ländchen. Die Fehde war 2007 Vorlage für eine Inszenierung der Felsenbühne Waldstein.

## Wappen
Der Wappenschild zeigt eine eingebogene Spitze, die Farbgebung ist geteilt in Rot und Silber und dem Grund in der jeweils anderen Farbe. Die Helmzier ist gekrönt und zeigt ein goldenes Bündel. Die Helmdecken sind ebenfalls wieder Rot und Silber.